# Asentamiento Medio
El Asentamiento Medio (en danés: Mellembygden) es el apelativo moderno que se ha asignado a un grupo más modesto de unas 20 granjas y comunidades establecidas por vikingos desde Islandia a partir del año 985 en la Groenlandia medieval.
Ausente de fuentes históricas que respalden las diversas teorías sobre su existencia, se ha especulado que fueron las últimas en establecerse y sin embargo las primeras en desaparecer. A falta de la existencia de iglesias o cementerios, a veces el yacimiento se ha vinculado al Asentamiento Oriental, pero todavía se desconoce dónde realmente encaja el asentamiento medio en el patrón temporal. Se encuentra en el área de la actual Ivittuut.